# SprachBox
Die SprachBox (ehemals: T-NetBox) ist ein Anrufbeantworter-Dienst der Deutschen Telekom, der unter der Rufnummer 0800-3302424 zu erreichen ist. Da die SprachBox ein netzbasierter Dienst der Deutschen Telekom ist, ist kein Zusatzgerät beim Nutzer erforderlich. Die Bedienung erfolgt über die tonwahlfähige (MFV) Zifferntastatur eines Telefons.
Andere Netzanbieter (z. B. Stadtnetz-Betreiber, IP-Telefonie-Anbieter, Mobilfunk-Provider) bieten ähnliche Unified-Messaging-Systeme (UM-Systeme) an. Auf Grund der Marktposition von T-Home ist die SprachBox die bekannteste Anrufbeantworter-Lösung.
In großen System-Telefonanlagen von Unternehmen, Kliniken, Hotels etc. wird diese Form des Anrufbeantworters ebenfalls genutzt, da hier die Möglichkeit, einen Anrufbeantworter anzuschließen, oftmals nicht besteht und zudem das installierte Telefon nicht um ein zusätzliches Gerät erweitert werden soll.

## Funktionen der SprachBox
- Aufsprechen von Begrüßungstexten, die der Anrufer bei Erreichen der SprachBox hört.
- Wahl verschiedener Sprachen (Deutsch / Englisch) für das Bedienmenü.
- Zugriff von fremden Telefonen nur durch selbstdefinierte PIN möglich (4 bis 10 Stellen), vom eigenen Telefon auch ohne PIN.
- Wahl zwischen Anrufbeantworterfunktion (Anrufer haben die Möglichkeit eine Nachricht zu hinterlassen) und Ansagefunktion (Anrufer haben keine Möglichkeit eine Nachricht zu hinterlassen).
- Einrichten einer Faxfunktion (Empfang von Faxnachrichten, die man sich auch ausdrucken lassen kann).
- Einrichten einer Benachrichtigungsfunktion, die einen am eigenen Anschluss oder am fremden Anschluss über neu eingegangene Nachrichten telefonisch oder per SMS informiert.
- Speichern von bis zu 30 Nachrichten.
- Die Rufnummer derjenigen Anrufer mit Rufnummernübermittlung, die keinen Text aufsprechen, wird registriert und bei der Nachrichtenabfrage angesagt.
- Fernabfrage von nahezu jedem Telefonanschluss der Welt.
- Die Box meldet sich wahlweise sofort, bei Besetzt, nach einer einstellbaren Reaktionszeit zwischen 5 und 60 Sekunden. Die Einstellungen „Besetzt“ und „Reaktionszeit“ können auch kombiniert werden.

## Vorteile
- Es ist möglich, die SprachBox auch für einen deutschen T-Mobile-Anschluss zu nutzen. Dadurch hat man eine gemeinsame Mailbox für Festnetz und Handy. Für die Nutzung der Mailbox vom Handy aus entstehen keine Verbindungskosten. (Voraussetzung ist, dass die Rufumleitung des Mobiltelefons auf 0800-Rufnummern möglich ist. Weiterhin ist eine kostenlose Registrierung der Mobiltelefonnummer beim SprachBox-Service erforderlich.) Bei IP-Anschlüssen ist dies nicht mehr möglich.
- Auch der Abruf der SprachBox vom T-Mobile-Anschluss ist kostenfrei, da dies über eine 0800-Rufnummer (nach o. g. Registrierung) realisiert wird. Hier ist beim Abfragen der SprachBox die Möglichkeit gegeben, sich zum Anrufer verbinden zu lassen. Es fallen hier aber keine Handygebühren an (da 0800-Nummer), sondern der Tarif des Anschlusses der SprachBox wird berechnet. Bei IP-Anschlüssen ist dies nicht mehr möglich.
- Faxfunktion ermöglicht Filterung von unerwünschten Sendungen (Fax-Spam).
- Bei einem Anruf können zwei und mehr Anrufer zur selben Zeit anrufen und bei Besetzt ihren Rückrufwunsch hinterlassen.
- SprachBox bietet die Möglichkeit, falls Rufnummernübermittlung beim Anrufer eingestellt ist, bei der Nachrichtenabfrage mit der Taste 7 eine Verbindung zum Anrufer herzustellen.
- Da kein Zusatzgerät benötigt wird, entstehen keine zusätzlichen Stromkosten und kein Platzbedarf.
- Die SprachBox ist in allen aktuellen Festnetzanschlüssen von T-Home kostenfrei inklusive (nicht jedoch für alte T-Net-Anschlüsse).
- Gute Akustik im Vergleich zu anderen Anrufbeantwortern.
- SMS-Benachrichtigung zum eigenen Anschluss und zum T-Mobile-Anschluss kostenfrei. SMS-Benachrichtigung in andere Mobilfunknetze werden mit 0,19 Euro bepreist.

## Nachteile
- Signalisierung von Nachrichten nur bei Endgeräten mit Message-Waiting-Indicator (MWI). Bei einem Standard (Analog) Anschluss der Telekom wird das MWI Signal nicht übertragen.
- Kein Filtern: Im Gegensatz zu einem konventionellen Anrufbeantworter ist es nicht möglich, Anrufer grundsätzlich auf den Anrufbeantworter sprechen zu lassen, um als Angerufener erst während des Aufsprechens zu entscheiden, den Anruf am Telefon zu übernehmen.
- Bei Einrichtung der Faxfunktion ist der Betrieb gemeinsam mit einem normalen Faxgerät nicht möglich (außer bei verzögerter Umleitung).
- Empfangene Sprachnachrichten können nicht dauerhaft gespeichert, archiviert oder auf ein anderes Medium exportiert werden. Allerdings können bei reinen IP-Anschlüssen die Sprachnachrichten im Webmail-Zugang von T-Online abgerufen und von dort als Audiodatei heruntergeladen werden.
- Die Sprachbox wird bei jedem Tarifwechsel automatisch aktiviert.